# Tipula eugeni
Tipula eugeni är en tvåvingeart som beskrevs av Theowald 1973. Tipula eugeni ingår i släktet Tipula och familjen storharkrankar. Inga underarter finns listade i Catalogue of Life.